# Мемфис Саундс
Мемфис Саундс (англ. Memphis Sounds) — баскетбольный клуб, выступавший в Американской баскетбольной ассоциации. Первоначально команда была основана в Новом-Орлеане и называлась «Нью-Орлеан Баканирс», но после трёх сезонов в Луизиане переехала в Мемфис (штат Теннесси), где до этого уже проводила несколько домашних игр. В Мемфисе команда сменила несколько названий: «Мемфис Прос», «Мемфис Тэмс» и в конце выступала под названием «Мемфис Саундс». Домашние игры проводила на «Мид-Саут-колизиуме».

## История

### Нью-Орлеан Баканирс (1967—1970)
«Нью-Орлеан Баканирс» были одними из команд-основателей Американской баскетбольной ассоциации. Клуб выступал под руководством главного тренера Бэйба Маккарти, который до прихода в «Баканирс» смог привести баскетбольную команду университета штата Миссисипи к чемпионскому титулу Юго-Восточной конференции в то время, когда в баскетболе доминировал университет Кентукки.

### Мемфис Саундс (1974—1975)
Вскоре стало понятно, что «Тэмс» не входят в число приоритетов Финли. Инфраструктура команды стала приходить в упадок, пропали программки игр, мораль игроков упала, так как они не знали, когда смогут получить свою зарплату. После двух сезонов ситуация не поменялась и руководство АБА решило взять клуб под свой контроль. Комиссар АБА Майк Сторен покинул свой пост и принял «Саундс» под своё руководство.
Сторен привлёк к финансированию команды нескольких известных жителей Мемфиса, таких как музыкант Айзек Хейз и основатель Holiday Inn Кеммонс Уилсон. Он переименовал команду в «Мемфис Саундс», поменял логотип клуба и цвета на красный и белый
Сторен практически полностью поменял состав команды, взяв таких ветеранов как Мел Дэниелс, Фредди Льюис, Роджер Браун, Чак Уильямс, Коллис Джонс, Джордж Картер, Рик Маунт и Джулиус Кей. Единственным игроком, выступавшим и за «Тэмс» и «Саундс» был местная звезда Ларри Финч, который до этого выступал в университете Мемфиса.
«Саундс» под руководством тренера Джо Маллени завершили сезон 1974/75 годов с результатом 27-57, заняв четвёртое место в Восточном дивизионе, и попали в плей-офф. В плей-офф команда встретилась с победителем Восточного дивизиона и будущим чемпионом АБА «Кентукки Колонелс», которые обыграли «Саундс» со счётом 4-1.